# 津島神社 (高山市朝日町西洞)
津島神社（つしまじんじゃ）は、岐阜県高山市朝日町西洞（旧・大野郡朝日村大字西洞字黒谷）に鎮座する神社（津島神社）。

## 概要
創建時期は不詳。江戸時代は天王宮と呼ばれていた。
1972年（昭和47年）に社殿を新築。1990年（平成2年）に岐阜県神社庁より銀幣社の指定を受ける。

## 主祭神
- 建速須佐男命

## 文化財
- 西洞獅子（高山市指定無形民俗文化財）[2]。

津島神社に伝わる獅子舞。1987年（昭和62年）に旧朝日村の無形民俗文化財に指定。